# Stan Fox
Stan Fox (ur. 7 lipca 1952 roku w Janesville, zm. 18 grudnia 2000 roku w Waiouru) – amerykański kierowca wyścigowy.

## Kariera
Fox rozpoczął karierę w międzynarodowych wyścigach samochodowych w 1975 roku od startów w Badger Midget Series. Z dorobkiem 590 punktów został sklasyfikowany na piętnastej pozycji w końcowej klasyfikacji kierowców. Cztery lata później został mistrzem tej serii. W późniejszym okresie Amerykanin pojawiał się także w stawce Annual Belleville Midget Nationals, USAC National Midget Series, Amerykańskiej Formuły Super Vee Robert Bosch/Valvoline Championship, CART Indy Car World Series, Indianapolis 500, American Racing Series, NASCAR Winston Cup, USAC National Silver Crown oraz NASCAR Truck Series.
W CART Indy Car World Series Fox startował w latach 1984, 1987-1995, jednak startował głównie w wyścigu Indianapolis 500. Najlepszy wynik Amerykanin osiągnął w 1991 roku, kiedy uzbierane pięć punktów dało mu 24 miejsce w klasyfikacji generalnej.